# Фатма (серіал)
«Фатма» — психологічний драматичний серіал.
Перший епізод вийшов в ефір 27 квітня 2021 року.

## Сюжет
Глибоко переживаючи своє горе, непримітна прибиральниця готова на все, щоб знайти зниклого чоловіка. Навіть на вбивство. Але старі рани не дають їй спокою.

## Актори та ролі
| Актор           | Роль         |
| --------------- | ------------ |
| Бурджу Біріджик | Фатма Йилмаз |
| Уґур Юджель     | Язал         |
| Мехмет Їлмаз Ак | Байрам       |
| Хазал Туресан   | Еміне/Міне   |
| Мустафа Конак   | Огуз         |
| Меліс Сезен     |              |

## Огляд
| Сезон | Серій | Прем'єри сезонів    |
| 1     | 6     | 27 квітня 2021 року |
| ----- | ----- | ------------------- |